# Saint-Maurice (Baixo Reno)
Saint-Maurice é uma comuna francesa na região administrativa de Grande Leste, no departamento Baixo Reno. Estende-se por uma área de 1,4 km². Em 2010 a comuna tinha 359 habitantes (densidade: 256,4 hab./km²).